# Ishoʿyahb III
Ishoʿyahb, chiamato anche Ishoʿyahb di Adiabene o Ishoʿyahb il Grande (Qaplan, 580 circa – Monastero di Beth Abe, 659) è stato un vescovo cristiano orientale siro, vescovo di Ninive, metropolita di Arbela e di Seleucia-Ctesifonte, e patriarca della Chiesa d'Oriente dal 649 al 659.

## Biografia

### Nascita e formazione
Figlio di un proprietario terriero, Ishoʿyahb nacque a Qaplan, nella regione dell'Adiabene, verso il 580. Si formò alla scuola di Nisibi, dove tra i suoi condiscepoli ci furono molti futuri vescovi della Chiesa d'Oriente, con i quali ebbe frequenti rapporti epistolari. Nel 601 abbandonò la scuola, assieme a molti studenti ed alunni, quando entrò in conflitto con il gran maestro Hnana, sostenitore della fede calcedonese, contro la tradizione nestoriana della Chiesa d'Oriente.
Lasciata Nisibi entrò nel monastero di BethʿAbhé, fondato dal monaco Mar Yaʿkub nel 595, dove si fece monaco e ricevette la tonsura. Nel monastero, dove visse almeno 25 anni, fu probabilmente maestro insegnando ai suoi confratelli e pubblicò forse anche le sue prime opere.

### Vescovo di Ninive
Nel 628, morto il re Cosroe II, la Chiesa d'Oriente poté eleggere un nuovo patriarca, dopo quasi vent'anni di sede vacante, e la scelta cadde sul vescovo di Balad, Ishoʿyahb di Gdala. Il nuovo patriarca nominò il monaco Ishoʿyahb, che aveva conosciuto quando erano condiscepoli nella scuola di Nisibi, sulla sede episcopale di Ninive, vacante per la morte del vescovo Mari.
Nel 630 Ishoʿyahb fece parte della delegazione di vescovi inviata dalla regina Boran all'imperatore Eraclio I, per le trattative di pace, dopo che l'imperatore aveva conquistato la parte settentrionale dell'impero persiano. Ishoʿyahb ebbe modo di visitare Aleppo, Antiochia e Apamea.
Durante il suo episcopato a Ninive, Ishoʿyahb si scontrò con la Chiesa ortodossa siriaca, che nello stesso periodo iniziò a penetrare nel territorio tradizionalmente di competenza della Chiesa d'Oriente, fondando diocesi proprie (con centro a Takrit e nella sua regione) e convertendo alla propria fede religiosa diversi membri dell'alto clero nestoriano, tra cui Makkikha, metropolita di Erbil (all'epoca chiamata Arbela). In una lettera scritta in questo periodo, Ishoʿyahb parla di sé come di un «ministro della Chiesa di Dio che è a Ninive».

### Metropolita di Arbela
In un'epoca imprecisata, ma prima del 637, quando gli arabi musulmani conquistarono il nord dell'Iraq, Ishoʿyahb fu eletto metropolita di Erbil, al posto di Makkikha, che aveva abiurato passando alla Chiesa siriaca.
Risale a questo periodo la maggior parte della produzione letteraria di Ishoʿyahb. Inoltre a Erbil il metropolita iniziò a riformare la liturgia della Chiesa d'Oriente, opera che continuò quando divenne patriarca estendendola a tutta la sua Chiesa: riorganizzò l'anno liturgico e il santorale, precisò o riformulò le rubriche liturgiche, s'occupò del rituale della messa e delle preghiere eucaristiche, dei sacramenti e dei sacramentali. Dettò infine regole precise per i monaci della sua provincia ecclesiastica.
Un gruppo di lettere di Ishoʿyahb riguardano il caso del vescovo Emmeh, suo successore a Ninive, che fu eletto metropolita di Beth Lapat, la prima tra le sedi metropolitane del patriarcato, all'insaputa dello stesso Ishoʿyahb, che si lamentò della partenza di un suo prezioso collaboratore, pur accettando alla fine il dato di fatto.
Altre lettere documentano come il metropolita Ishoʿyahb dovette affrontare un'opposizione interna, sostenuta dai partigiani del predecessore Makkikha, difensori della fede giacobita e della Chiesa siriaca.
Ma le maggiori difficoltà per Ishoʿyahb furono causate da Sahdona, suo amico, che aveva conosciuto nel monastero di BethʿAbhé, che era diventato, con il suo appoggio, vescovo di Mahoze d'Arewan nella regione di Beth Garmai, ma che scrisse un opuscolo a favore della fede calcedonese, considerata un'eresia da Ishoʿyahb e dalla Chiesa d'Oriente. Nel 642/643 Sahdona fu costretto all'esilio, prima a Nisibi e poi a Edessa; rientrato in patria, fu nuovamente condannato da un sinodo celebrato nel 647 e scomunicato dallo stesso Ishoʿyahb nel 649, quando sarà già patriarca

### Patriarca della Chiesa d'Oriente
Nel 649, dopo la morte di Mar Emmeh, Ishoʿyahb divenne patriarca della Chiesa d'Oriente. Come il suo predecessore, anche Ishoʿyahb mantenne buoni rapporti con il califfo Uthman e in generale con i nuovi padroni del Medioriente, considerati dallo stesso patriarca protettori della fede e della Chiesa.
Durante il suo patriarcato dovette affrontare lo scisma dei vescovi di Beth Parsaye (la regione di Fars) e di Beth Qatraye (il golfo persico), guidati dal metropolita di Rew-Ardashir, che si autoproclamarono indipendenti dalla Chiesa d'Oriente. A nulla valsero diverse lettere di Mar Ishoʿyahb, scritte per scongiurare la scissione e invitare a restare nella comunione della Chiesa; il patriarca fu costretto a convocare un concilio durante il quale i vescovi ribelli furono considerati decaduti dalle loro funzioni. Secondo lo storico Mari ibn Sulayman, Mar Ishoʿyahb si recò personalmente a Rew-Ardashir per riconciliarsi con il metropolita Simone.
Un altro storico, Barebreo, riferisce che il patriarca si rifiutò di pagare la tassa dovuta dai cristiani, e che un emiro locale, verso la fine del 656, lo fece per questo arrestare e torturare, senza ottenere nulla.
Anziano e ammalato, Mar Ishoʿyahb si trasferì nel monastero di BethʿAbhé, nella sua regione natale, dove visse gli ultimi mesi di vita. Prima di morire designò Giorgio di Kafra, metropolita di Beth Lapat (Jundishapur), suo successore sulla cattedra patriarcale. Morì nel 659 e fu sepolto nella chiesa monastica di BethʿAbhé.